# Thou
Cuvântul „thou” (AFI /ðaʊ/) este un pronume personal pentru persoana a doua singular în limba engleză. Echivalentul în română este tu. Astăzi este considerat arhaic fiind înlocuit aproape în întregime de către „you”. Se mai folosește în textul  actualizat al Bibliei.
Thou este forma nominativului. Ca și alte pronume în engleză, thou are aceeași formă pentru atât acuzativ cât și dativ — thee. Formele posesive sunt thy și thine (comparați I — me — my — mine). În limba engleză medie thou era uneori abreviat prin punerea literei u deasupra literei þ.